# Papkeszi
Papkeszi è un comune dell'Ungheria di 1.646 abitanti (dati 2001). È situato nella contea di Veszprém.